# Handelsware
Handelsware ist eine Sammelbezeichnung für die von Gewerbetreibenden gehandelten materiellen Güter. Im weitesten Sinn kommen als Handelsobjekte Güter aller Art in Betracht wie Rohstoffe, Halbzeuge, landwirtschaftliche Erzeugnisse, Investitionsgüter oder Konsumgüter.
Im engeren Sinn – und vorherrschend – wird der Begriff der Handelsware auf den Geschäftsgegenstand von Handelsunternehmen beschränkt. Die in der Industrie Produkte und in Landwirtschaft und Gartenbau Erzeugnisse genannten Waren werden im Handel zu Artikeln.
Handelswaren, die ausreichend standardisiert und homogen sind, um in beliebiger Menge etwa an Börsen gehandelt werden zu können, werden auch als Commodities bezeichnet.

## Begriffsdefinition
Das Charakteristische an Handelswaren ist, dass es sich um materielle Wirtschaftsgüter handelt (etwa industrielle Produkte oder landwirtschaftliche Erzeugnisse), die in der Regel so weiterverkauft werden, wie sie eingekauft wurden, also ohne wesentliche Be- oder Verarbeitung. Auch wenn vom Handelsunternehmen keine wertschöpfenden Produktionsschritte an den Waren vorgenommen werden, ist die von Handelsunternehmen in der arbeitsteiligen Verkehrswirtschaft erbrachte wirtschaftliche Betätigung „nicht weniger produktiv als jede sonstige wirtschaftliche Betätigung, die der Bedürfnisbefriedigung dient“. Erst die durch Handelsunternehmen erbrachte Zuführung der Waren zum Konsum bzw. zur Letztverwendung vollendet die Wertschöpfungskette. Vom produzierenden Betrieb, der durch den kombinativen Einsatz der Produktionsfaktoren dispositive und ausführende Arbeit, Betriebsmittel und Werkstoffe definiert ist, unterscheidet sich der Handelsbetrieb im Wesentlichen durch sein Warengeschäft: „Der Handelsbetrieb setzt keine Werkstoffe ein; an ihre Stelle treten die Handelswaren.“ Und während beim produzierenden Unternehmen die Gesamtheit der von ihm produzierten Waren als Produktionsprogramm oder Produktpalette bezeichnet wird, heißt beim Handelsunternehmen die Gesamtheit der von ihm zusammengestellten Waren bzw. Artikel Sortiment.

## Beispiele
Bei einem produzierenden Unternehmen geht u. U. auch Handelsware in das Produkt ein, wenn zum Beispiel bei der Produktion von Schränken der Rohstoff Holz, der Hilfsstoff Leim und eventuell auch ein Betriebsstoff wie etwa Maschinenöl von Großhandelsunternehmen bezogen wird. Handelsware unterliegt auf allen Wertschöpfungsstufen der freien Preisbildung.

## Typisierung der Handelswaren nach Preisstellung
Das gesamte Sortiment des Handelsbetriebs wird in verschiedene Artikelkategorien unterteilt („Sortimentspyramide“). In Bezug auf Niedrigpreispolitik wird nach Schlüsselartikeln, Zugartikeln und Sonderangeboten differenziert.
Siehe auch: Artikelgruppe, Warengruppe und Mischkalkulation

### Schlüsselartikel
Schlüsselartikel sind die Artikel, deren Preis von den Kunden besonders sensibel wahrgenommen wird und die zum Beurteilungsmaßstab für das gesamte Sortiment genommen werden (Irradiationseffekt). Untersuchungen haben ergeben, dass Konsumenten im Durchschnitt die Preise von 20 bis 30 Artikeln des täglichen Bedarfs recht genau kennen. Schlüsselartikel eignen sich zum dauerhaften Einsatz als Niedrigpreisartikel. Aufgrund der sensiblen Preiswahrnehmung reagieren die Konsumenten gegenüber diesen Artikeln allerdings auch besonders preiselastisch, so dass bereits kleine Preisunterschiede zum Wettbewerb positiv oder negativ wahrgenommen werden. Aus diesen Gründen bieten fast alle Handelsunternehmen diese Artikel zu möglichst günstigen Preisen an, die teilweise sogar unter den Einstandspreisen liegen.
Schlüsselartikel bilden quasi die längerfristig nicht zur Kostendeckung beitragende Teilmenge der Pflichtartikel.

### Zugartikel / Profilierungsartikel
Zug- oder Profilierungsartikel (englisch loss leader) sind ebenfalls Artikel, über die sich ein Handelsunternehmen von den direkten Wettbewerbern abheben will. Allerdings dienen sie eher zur kurzfristigen Erhöhung der Kundenfrequenz oder zur kurzfristigen Absatzförderung von Komplementärartikeln. Diese Artikelkategorie verlangt in der Regel ein breites Sortiment und zeichnet sich durch hohe Qualität und relativ günstige Preise aus. Zugartikel werden vielfach nicht kostendeckend kalkuliert.
Möchte sich beispielsweise ein Unternehmen des Lebensmittelhandels über das Angebot an Obst und Gemüse profilieren, wird es besonders viele verschiedene Obst- und Gemüsesorten anbieten, diese aufwendig und ansprechend präsentieren (z. B. mit Wasserbesprenklung und großen Spiegeln) und gleichzeitig auf hohe Qualität und niedrige Preise in diesem Warensegment achten.
Ziel der Zugartikelstrategie ist es, die Kunden mittels dieses besonderen Angebots zum Einkauf anzuregen, der Zusatzkäufe auslösen wird. Soweit die Kunden dann nicht nur Obst und Gemüse kaufen, werden diese Zugartikel durch andere Artikelgruppen quersubventioniert (siehe auch Mischkalkulation).

### Sonderangebot / Impulsartikel / Saisonartikel
Diese Artikel zeichnen sich durch eine begrenzte Dauer, zu der sie in dem Handelsunternehmen erworben werden können, aus. Je nach Typ kann die Preiskalkulation knapp (Sonderangebot), normal oder hoch (Saisonartikel) sein. Preislich niedriger gestellte Sonderangebote dienen vorrangig einem Verkaufseffekt, weniger einem Akquisitionseffekt für das gesamte Sortiment. Impulsartikel sind niedrig kalkulierte und psychotaktisch platzierte Artikel (zum Beispiel in der Greifzone von Regalen oder in der Kassenzone), die impulsiv, d. h. ohne vorherige Planung beim Betreten des Geschäfts, gekauft werden. Saisonartikel sind zu bestimmten Zeiten besonders begehrt, etwa Modeartikel oder typische Festtagsartikel. Grundsätzlich verlangen sie wegen wenig ausgeprägter Preiselastizität der Nachfrage oder aus Prestigegründen (Geschenke!) keine Niedrigpreiskalkulation. Zur Kalkulation bzw. Kontrolle des Absatzes insbesondere dieser Artikel kommt das so genannte Diffusionsmodell zum Einsatz, bei dem über die Gaußsche Normalverteilung frühzeitig Abweichungen von der geplanten Absatzmenge ermittelt werden.

### Kompensationsartikel
Unter Kompensationsartikeln versteht man alle Artikel, deren Preiskalkulation zu einem hohen, kompensierenden Deckungsbeitrag führen soll. Sie sind als „Ausgleichsträger“ die Komplementärartikel zu Schlüssel- und Zugartikeln mit relativ geringer Preiselastizität und Preistransparenz, also Artikel, gegenüber deren Preisen sich die Kunden preisindifferent zeigen oder bei denen sie sogar auf Preissteigerungen mit Nachfragesteigerung reagieren.

### Ergänzungsartikel
Diese Artikelkategorie umfasst Artikel, die nicht zu dem „normal erwarteten“ (Pflicht-)Angebot des Handelsunternehmens gehören. Ähnlich den Profilierungsartikeln können auch Ergänzungsartikel zur Differenzierung vom Wettbewerb eingesetzt werden. Maßgeblich bei diesen Artikeln ist eine normale bis überdurchschnittlich hohe Kalkulation zur Erzielung von Deckungsbeiträgen, die der ihnen entsprechenden höheren Sortimentsleistung gerecht werden. Im Übrigen können hochpreisige Artikel Qualitäts- und/oder Prestigeeffekte auslösen: Wird ein hoher Preis als soziale Teilqualität angesehen, generiert er positives Nachfrageverhalten.
Ein typisches Beispiel für Ergänzungsartikel ist Kleidung in Geschäften des Lebensmitteleinzelhandels.

### Pflichtartikel
Pflichtartikel sind alle die Artikel, die die Konsumenten in dem jeweiligen Betriebstyp des Handelsunternehmens erwarten. Dieses sind im klassischen Lebensmitteleinzelhandel zum Beispiel die Nahrungsmittel oder im Warenhaus Bekleidungsartikel. Abgesehen von den Schlüsselartikeln, die eine Teilmenge dieser Gruppe bilden, stellen diese Artikel das Kernsortiment dar und tragen über normale bis hohe Preiskalkulation maßgeblich zum Unternehmensergebnis bei. Soweit es sich bei den Pflichtartikeln um bekannte Markenwaren oder Güter des täglichen Bedarfs handelt, sogenannte Eckartikel, können die Schwellen der Kaufbereitschaft schon durch kleinste Preisdifferenzen beeinflusst werden.